# Xenopus amieti
Xenopus amieti (tên tiếng Anh: Volcano Clawed Frog) là một loài ếch trong họ Pipidae. Chúng là loài đặc hữu của Cameroon.
Các môi trường sống tự nhiên của chúng là đồng cỏ ở cao nhiệt đới hoặc cận nhiệt đới, đầm nước, hồ nước ngọt có nước theo mùa, đầm nước ngọt, vùng đồng cỏ, và ao nuôi trồng thủy sản. Loài này đang bị đe dọa do mất môi trường sống.

## Hình ảnh

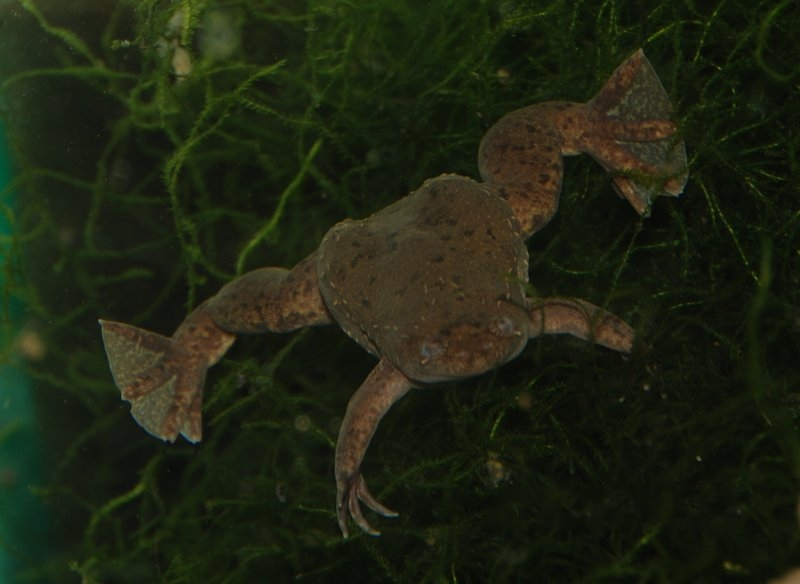
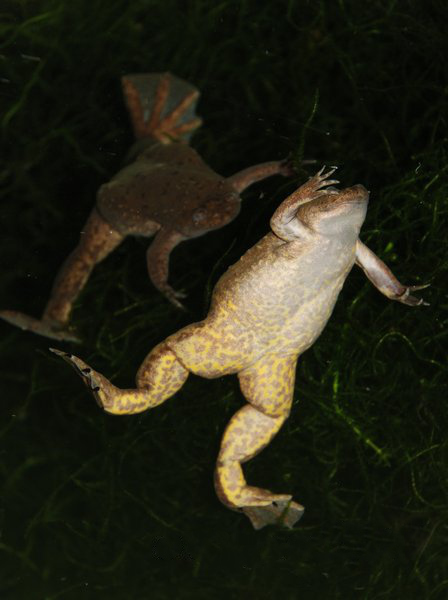